# 松原聰
松原 聰（まつばら さとし、1946年11月 - ）は、日本の地球科学者。専門は鉱物学。学位は、理学博士（東京大学・論文博士・1984年）。国立科学博物館名誉研究員・名誉館員。日本鉱物学会会長、日本鉱物科学会会長を歴任。

## 略歴
愛知県生まれ。京都大学理学部卒業、京都大学大学院理学研究科修士課程修了。同博士課程を中退し、国立科学博物館に勤務。1984年、東京大学から理学博士の学位を取得。国立科学博物館地学研究部長を経て、現在は、同館名誉研究員・名誉館員。
2006年 - 2007年、日本鉱物学会会長。2007年、日本鉱物科学会副会長。2008年より日本鉱物科学会会長。
2002年、新潟県で発見された新鉱物が松原石 (matsubaraite) と命名された。

## 受賞歴
- 1980年：櫻井賞
- 1982年：日本鉱物学会奨励賞
- 2001年：日本鉱物学会賞「ストロンチウム・バリウム鉱物およびマンガン鉱物の記載鉱物学的研究」[3]
- 2023年：瑞宝小綬章
- 2024年：日本鉱物科学会渡邉萬次郎賞

## 著書
- 加藤昭、松原聡『鉱物採集の旅 1 東京周辺をたずねて』（新版）築地書館、1982年。
- 松原聰『日本産鉱物種 1992』鉱物情報、1992年。
- 松原聡『鉱物図鑑：フィールド版』丸善、1995年。ISBN 4-621-04072-3。
- 松原聰『鉱物図鑑：フィールド版 続』丸善、1997年。ISBN 4-621-04402-8。
- 松原聰『日本産鉱物種 1998』鉱物情報、1998年。
- 『鉱物カラー図鑑：日本で採れる200種以上の鉱物を収録』松原聰監修、ナツメ社、1999年。ISBN 4-8163-2693-6。
- 松原聰『日本の鉱物』学習研究社〈フィールドベスト図鑑〉、2003年。ISBN 4-05-402013-5。
- 松原聰『鉱物ウォーキングガイド』丸善、2005年。ISBN 4-621-07616-7。
- 塚田眞弘『天然石と宝石の図鑑：鉱物の魅力がわかる』松原聰監修、日本実業出版社、2005年。ISBN 4-534-03971-9。
- 松原聰『新鉱物発見物語』岩波書店〈岩波科学ライブラリー〉、2006年。ISBN 4-00-007455-5。
- 松原聰、宮脇律郎『日本産鉱物型録』東海大学出版会〈国立科学博物館叢書〉、2006年。ISBN 4-486-03157-1。
- 松原聰『ダイヤモンドの科学：美しさと硬さの秘密』講談社〈ブルーバックス〉、2006年。ISBN 4-06-257517-5。
- 『鉱物の不思議がわかる本：図解サイエンス』松原聰監修、成美堂出版、2006年。ISBN 4-415-03570-1。
- 松原聰、宮脇律郎『鉱物と宝石の魅力：つくられかたから性質の違い、日本で取れる鉱物まで』ソフトバンククリエイティブ〈サイエンス・アイ新書〉、2007年。ISBN 978-4-7973-4127-0。
- ジョン・ファーンドン 著、吉田旬子・スマーテック 訳『岩石と鉱物』松原聰監修、ランダムハウス講談社〈見て読んで調べるビジュアル&アクセス大図鑑シリーズ〉、2008年。ISBN 978-4-270-00255-1。
- レベッカ・フォークナー 著、大下英津子 訳『火成岩』松原聰日本語版監修、文溪堂〈大地の動きと岩石・鉱物・化石〉、2008年。ISBN 978-4-89423-572-4。
- レベッカ・フォークナー『堆積岩』松原聰日本語版監修、文溪堂〈大地の動きと岩石・鉱物・化石〉、2008年。ISBN 978-4-89423-573-1。
- レベッカ・フォークナー 著、山口羊子 訳『鉱物』松原聰日本語版監修、文溪堂〈大地の動きと岩石・鉱物・化石〉、208。ISBN 978-4-89423-574-8。
- 松原聰編著、加藤昭・千葉とき子・松原聰・宮脇律郎『鉱物観察ガイド』東海大学出版会〈国立科学博物館叢書〉、2008年。ISBN 978-4-486-01788-2。
- クリスタルアベニュー編著『水晶その世界：クリスタルアベニュー・コレクション』松原聰監修、一艸堂、2008年。ISBN 978-4-434-11979-8。
- 松原聰『日本の鉱物』（増補改訂）学研教育出版〈フィールドベスト図鑑〉、2009年（原著2003年）。ISBN 978-4-05-404370-1。
- 鉱物科学萌研究会編著『鉱物：萌えて覚える鉱物科学の基本』松原聰監修、PHP研究所、2010年。ISBN 978-4-569-77374-2。
- 松原聰『鉱物ウォーキングガイド 全国版』丸善、2010年。ISBN 978-4-621-08267-6。
- 『鉱物・宝石のふしぎ大研究：自然がつくった芸術品：でき方や性質・用途を探ろう!』松原聰監修、PHP研究所、2010年。ISBN 978-4-569-78068-9。
- 『鉱物・岩石紳士録：身近な石から、へんな石、巨石文明の石まで：より深くより楽しく』松原聰監修、学研教育出版〈学研雑学百科〉、2010年。ISBN 978-4-05-404720-4。